# Panamas riksvapen
Panamas riksvapen har följande utseende: i fälten på vapenskölden står geväret och sabeln för forna dagars inbördeskrig, verktygen för arbete, ymnighetshornet för välstånd och det bevingade hjulet för framsteg. Landets geografiska läge mellan två hav visas på mitten av vapenskölden. De nio stjärnorna överst representerar landets nio provinser. Längst upp finns en örn.